# 鄭性澤案
鄭性澤案，又稱為十三姨KTV殺人事件，是台灣的殺人案件，鄭性澤被控告於2002年時，與羅武雄等六男一女在臺中縣豐原市的KTV滋事，警方闖入，鄭性澤被指控槍殺前來的蘇憲丕，而被判死刑，不過監察院認為此案例的審理跟證據都存有重大瑕疵。2016年再審程序開啟後，由於檢辯雙方認為無羈押必要，台中高分院庭訊後裁定鄭性澤限制出境、出海，由台中高分檢開立釋票後釋放。2017年10月26日上午11時，臺灣高等法院臺中分院再審宣判，改判無罪。2017年11月21日，檢察官未上訴，鄭性澤無罪確定。

## 經過
2002年1月5日，羅武雄與鄭性澤等一夥人在台中豐原十三姨KTV包廂飲酒，酒醉的羅武雄因包廂跟小姐等問題，開槍射擊天花板及桌上空酒瓶滋事，台中縣警方接獲密報，知道羅武雄在內，遂與之槍戰，蘇憲丕率先衝進現場後雙方互相開槍。事後羅武雄與蘇憲丕雙雙斃命，而鄭性澤身上被查出槍枝，因此警方懷疑他是兇手，質疑鄭氏開槍擊斃蘇憲丕（最初說法）、或是在蘇憲丕倒地後鄭氏再補槍導致蘇警死亡（最後版本說法）。
法院認定羅武雄於槍戰一開始即遭警方擊斃，鄭性澤在原本的座位向蘇憲丕開槍，趁其他警察退出包廂時，再到羅武雄身旁對蘇憲丕再開兩槍，又回到原本座位，蘇憲丕送醫不治，鄭性澤被判死刑。不過，此說法完全無視鄭性澤所帶槍枝並無擊火反應、身上與手上也無火藥反應的科學事實，此後法院的有罪判定多次改版，但從未解釋過上開二點。

### 被告所主張之事實
鄭並未擊發子彈，自己也小腿中彈骨折。法院則認為他可以拖著小腿去擊殺重傷的蘇警。最爭議的是警方帶頭破壞現場，包含槍枝擺放位子，槍枝也無鄭指紋。彈道，彈殼掉落位置，傷口形成報告均未提出。

## 審判過程
經歷21次開庭，鄭均表示自己是無辜且被刑求。

### 第一審
鄭表示員警是他本人擊殺，但在法院時，鄭向檢察官翻供，表示他很怕（警察）。還敘述自己被逼供，包含下體被電擊、灌水和坐冰桶等等，但檢不採信。
2002年11月18日，臺中地方法院一審宣判鄭性澤死刑，褫奪公權終身。

### 第二審
2003年6月11日，臺灣高等法院臺中分院二審駁回上訴。
2004年2月18日，臺灣高等法院臺中分院更（一）審宣判鄭性澤死刑，褫奪公權終身。
2005年11月30日，臺灣高等法院臺中分院更（二）審宣判鄭性澤死刑，褫奪公權終身。

### 第三審
2003年9月26日，最高法院發回更（一）審。
2004年7月8日，最高法院發回更（二）審。
2006年5月25日，最高法院駁回上訴，死刑定讞。

### 再審
2016年5月2日，台中高分院下午做出裁定，就鄭性澤被訴未經許可持有手槍罪及殺人等罪部分開始再審，並停止刑罰之執行。
2016年5月3日，由於檢辯雙方認為無羈押必要，台中高分院庭訊後裁定鄭性澤限制出境、出海，解還台中看守所，由台中高分檢開立釋票後放人，並將擇期針對「殺人未遂」部分進行再審。
2017年10月26日，臺灣高等法院臺中分院再審終結，改判無罪。
2017年11月21日，檢察官未上訴，鄭性澤無罪確定。

## 監察院報告
2014年3月12日，監察院李復甸委員提出鄭性澤案的調查報告，認為鄭性澤殺警案偵辦過程重大違法瑕疵，要求法務部轉請最高法院檢察署等研提非常上訴及再審
：
1. 鄭性澤遭員警刑求，再經檢察官疲勞訊問，遭槍擊後長達十個小時未休息，違反自白任意性法則；自白內容也很模糊，欠缺體驗描述。
2. 歹徒羅武雄體內含有麻醉劑與酒精，足以影響其心臟血管及中樞神經系統，但並非沒有反擊能力。對照吳木榮法醫提出的科學文獻及命案現場的彈殼，羅武雄極可能才是殺警真凶。
3. 確定判決認為羅武雄持的手槍不是兇槍，但是對照卷內照片的人員相對位置，彈殼分佈及彈殼退彈方向(應退至右後方)，可發現確定判決認定的事實與現場客觀現實及常理推斷上並無一致，且未有合理解釋之科學佐證。
4. 若依據現場人員分布及蘇憲丕槍創，鄭性澤須移動位置至羅武雄處進行射擊，而後回到原座位。然依據九十一年一月六日被告之病歷記載「無法行動」、「被發現有嚴重傷害」等，而案發之KTV包廂內，鄭性澤座位至羅武雄處之走道最寬處僅38公分，且中間尚隔蕭汝汶與張邦龍兩人，此二人之筆錄均未提及有人通過他們前方。
5. 本案有調查火藥殘跡，但是並未進行定量數據，更沒有進行現場彈道鑑定，在射擊位置等事證不明下作出判決，同時違反採證法則與證據法則。
6. 在場證人蕭汝汶、張邦龍偵查中曾經陳述鄭性澤開槍殺人，然而在場證人在審判中也翻供是因偵查中不實證詞是因刑求而來。

## 後續
2014年，台灣人權促進會開設「鄭性澤一直玩一直玩」的Facebook頁面，希望法院能重審。
2015年8月27日，最高法院駁回檢察總長顏大和提起的非常上訴。最高法院認為，歷審法院已將事實調查清楚，判決沒有違背法令，今天予以駁回。這是檢察總長第一次為鄭性澤提起非常上訴遭駁回（聲請提起23次），另2次聲請再審也被駁回。
2016年3月18日，臺灣高等檢察署臺中檢察分署提出五項新事證向臺灣高等法院臺中分院聲請再審，並認定鄭性澤應受無罪判決。
2016年4月12日下午2點半，台中高分院傳訊鄭性澤開庭，並請檢、辯雙方陳述「新證據」（聲請再審的必要條件之一），以考慮是否採用，再於日後裁定是否開啟再審。
2016年5月2日下午，台中高分院做出裁定，就鄭性澤被訴未經許可持有手槍罪及殺人等罪部分，開始再審，並停止刑罰之執行。另針對鄭「殺人未遂」部分，亦將進行調查審理。
2017年10月26日，台中高分院宣判鄭性澤無罪確定。

## 相關見解

### 肯定見解
- 最高法院認為，鄭性澤第一次在醫院接受檢方偵訊時，坦承殺警，但回到警局接受檢方第二次訊問時卻全部翻供，由此可見，鄭性澤如果有受警方脅迫，自白及供述不可能有如此大的差異，自白有任意性。
- 歷審傳喚鑑識人員及法醫作證，他們是以鑑定證人身分出庭，以專業知識提供鑑定證詞，法院據此認定鄭性澤殺警，已詳盡調查相關鑑定證人。

### 否定見解
- 鄭性澤表示他的自白是受到警察刑求，包括灌水、電擊、毆打，不得已只好承認作案。當時的體檢表也證實，鄭性澤「左眼內瘀血、左眼浮腫、左大腿外側瘀青」，疑似刑求的傷痕。
- 法院認為警察一進來就先擊斃羅武雄，但是與現場證人證詞完全不符，在場的警察原本說羅武雄有開槍，但後來翻供。[20]
- 兇槍上沒有鄭性澤指紋。[21]
- 鄭性澤在槍戰中，小腿中槍，無法移動位置開槍，也沒有血跡證明他有移動。
- 鄭性澤與子彈擊發位置之間，還坐了兩個人，應無法移動去取槍，且於槍戰中緊鄰鄭性澤的友人也作證，於槍戰時，並沒有感覺鄭性澤有離開過。
- 義務律師團向高等法院聲請再審時，有參與更（一）審審理判決鄭性澤死刑的法官進行審理，該法官並未迴避，最終也駁回鄭性澤的再審聲請，突顯再審程序法官迴避的違憲問題。

## 參看
- 蘇建和案
- 江國慶
- 徐自強案
- 盧正案
- 邱和順案
- 謝志宏案
- 沈鴻霖案
- 華視《華視新聞雜誌》